# Hernán Losada
Hernán Pablo Losada (Buenos Aires, 9 maggio 1982) è un allenatore di calcio ed ex calciatore argentino, di ruolo centrocampista.

## Carriera

### Giocatore
Cresciuto nell'Independiente, nel 2005 dopo 50 presenze e 6 gol passa all'Universidad de Chile e nel 2006 emigra in Belgio al Germinal Beerschot. Nel 2008 viene acquistato dall'Anderlecht e, dopo una stagione in prestito agli olandesi dell'Heerenveen, nell'agosto 2010 viene nuovamente ceduto in prestito stavolta ai belgi dello Charleroi. Il 20 maggio 2011 dopo 5 anni torna al Beerschot con cui firma un quadriennale fino al 30 giugno 2015.

### Allenatore
Dopo il ritiro dal calcio giocato a luglio 2018, rimane nella società belga del Beerschot; inizialmente viene assunto come vice allenatore, poi il 9 ottobre 2019 viene nominato tecnico della prima squadra. Rimane alla guida del club belga fino al 17 gennaio 2021, collezionando in totale 20 vittorie, otto pareggi e 14 sconfitte. 
Il giorno seguente viene nominato allenatore del D.C. United.
Il 20 aprile 2022, il club statunitense annuncia la fine del rapporto di lavoro con l'allenatore.
Il 21 dicembre dello stesso anno il CF Montréal annuncia di aver assunto Losada come nuovo allenatore della prima squadra. A fine stagione, visti i risultati non soddisfacenti, viene esonerato.

## Palmarès

### Giocatore
- Derde klasse: 1

Beerschot: 2015-2016